# 梅錦之丞

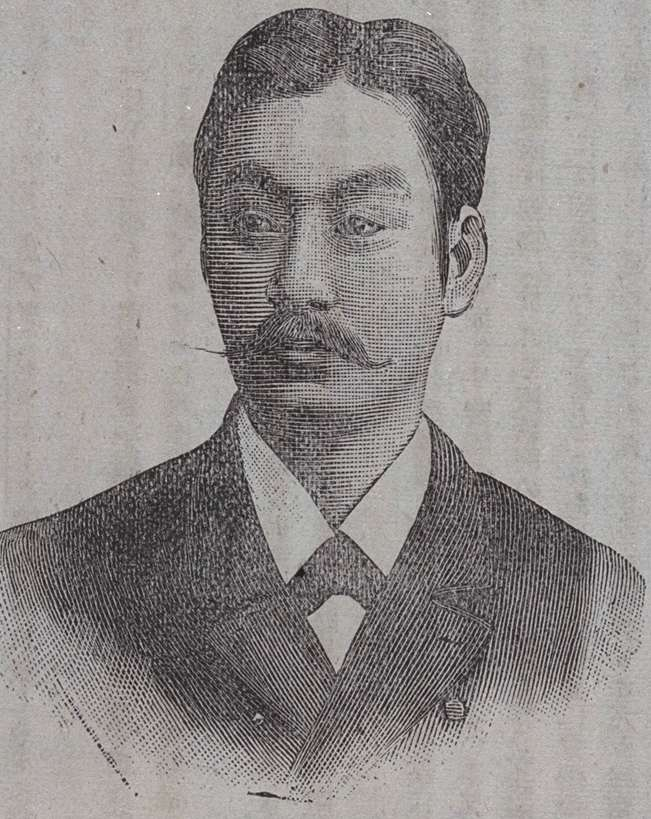
梅錦之丞

梅 錦之丞（うめ きんのじょう、1858年（安政5年4月） - 1886年4月8日）は、明治初期の日本の医学者、専門は眼科。それまで代々ドイツ人が務めていた東京大学医学部眼科学教授のポストに、日本人として初めて就任した。

## 経歴
出雲出身。父親は松江藩の藩医であった。後に法政大学の創立に関わる法学者の梅謙次郎は弟である。
東京大学医学部を卒業し、1879年11月に留学生としてドイツへ派遣され、1883年に帰国して東京大学の眼科学教授となったが、病を得て1885年12月に退任し、翌年没した。（ただし、病院経営のため退職したとする同時代の記事もある。）